# Onthophagus sulci
Onthophagus sulci är en skalbaggsart som beskrevs av Vladimir Balthasar 1935. Onthophagus sulci ingår i släktet Onthophagus och familjen bladhorningar. Inga underarter finns listade i Catalogue of Life.